# アップ (オリー・マーズの曲)
「アップ」(Up)は、オリー・マーズの楽曲。

## 概要
- 本曲は4枚目のスタジオ・アルバム『ネヴァー・ビーン・ベター』から2枚目のシングルとしてリリースされた。
- デミ・ロヴァートをフィーチャリングしている。

## 収録曲
CDシングル
1. Up - 3:46
2. Up (Live Acoustic Version) - 3:51

デジタルEP
1. Up (Live Acoustic Version)
2. Up (Wideboys Radio Mix)
3. Up (Max Sanna & Steve Pitron Radio Mix)
4. Dear Darlin' (ITV Live Performance)